# Svinninge Sogn
Svinninge Sogn 

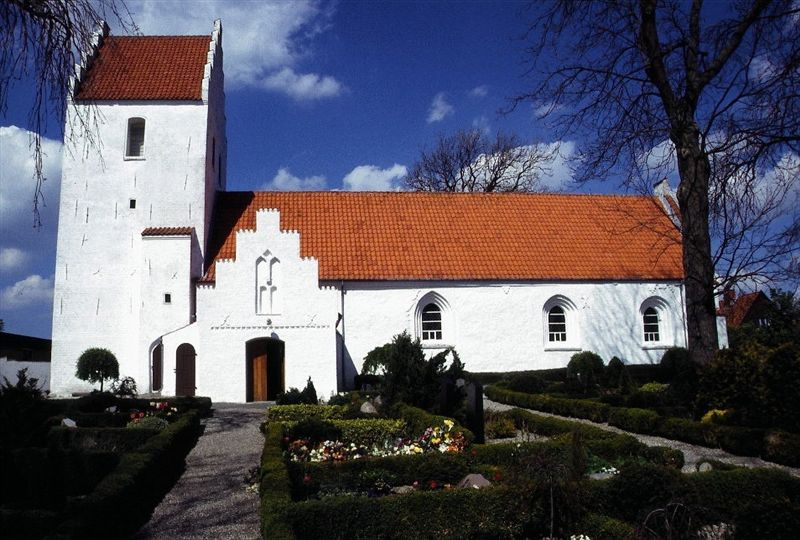
Svinninge Kirke

ist eine ehemalige Kirchspielsgemeinde (dän.: Sogn)
auf der Insel Sjælland im südlichen Dänemark. Bis 1970 gehörte sie zur Harde Tuse Herred im damaligen Holbæk Amt, danach zur Svinninge Kommune im Vestsjællands Amt, die im Zuge der  Kommunalreform zum 1. Januar 2007 in der Holbæk Kommune in der Region Sjælland aufgegangen ist. Am 1. Oktober 2012 wurde sie mit dem südwestlich benachbarten Hjembæk Sogn zum Hjembæk-Svinninge Sogn vereinigt. Solche Zusammenlegungen beziehen sich nur auf die kirchlichen Belange. In ihrer Eigenschaft als Matrikelsogne, also als Grundbuchbezirke der Katasterbehörde Geodatastyrelsen, wirken sich seit Abschaffung der Hardenstruktur 1970 solche Änderungen nicht mehr aus.
Im Kirchspiel lebten am 1. Oktober 2012 2.991 Einwohner. Im Kirchspiel lag die Kirche „Svinninge Kirke“.
Nachbargemeinden waren im Osten Kundby Sogn und im Südwesten Hjembæk Sogn, ferner in der westlich benachbarten Kalundborg Kommune Særslev Sogn und in der nördlich benachbarten Odsherred Kommune Vallekilde Sogn und Hørve Sogn.